# 1-битные схемы

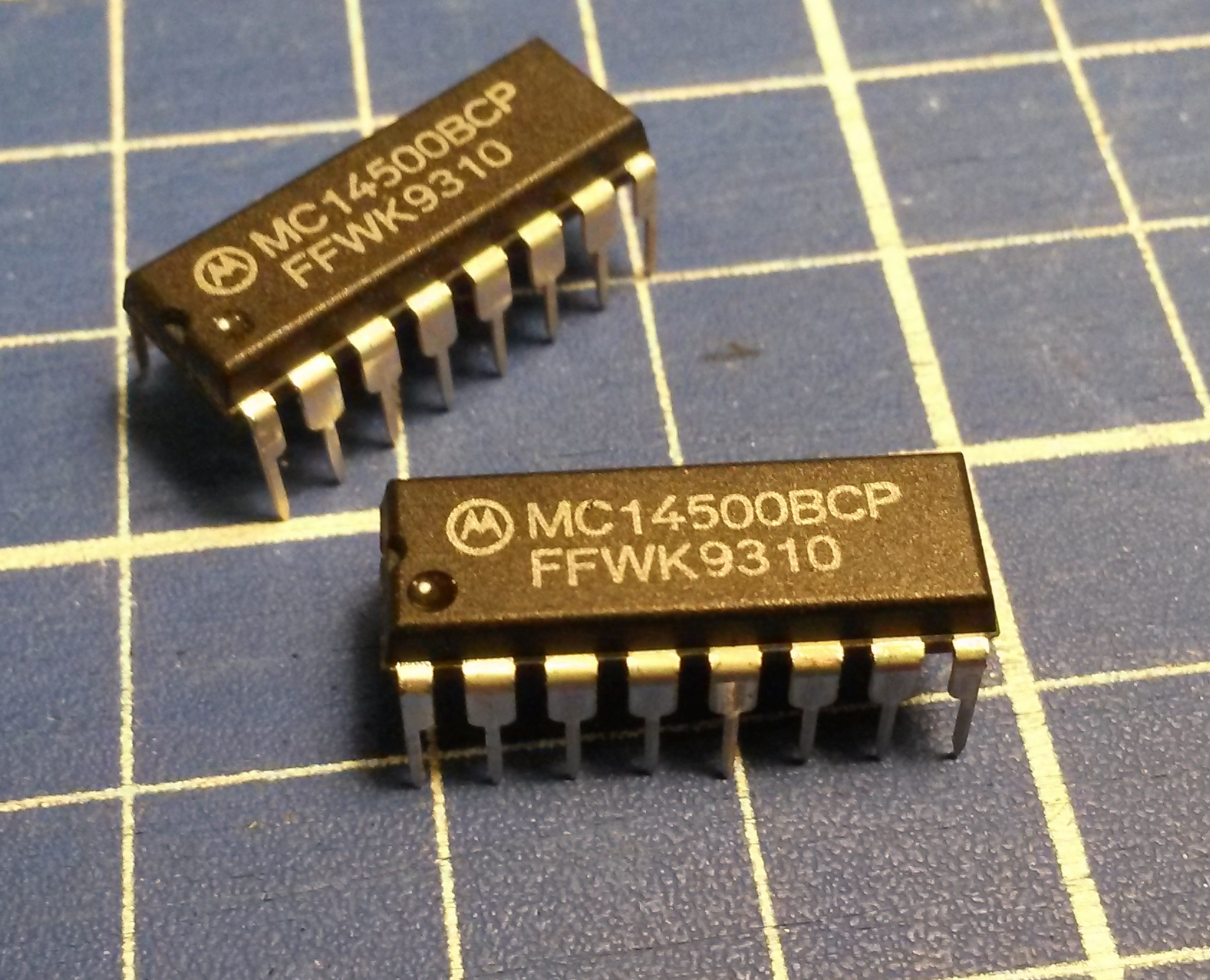
1-битный процессор Motorola MC14500B

В компьютерной архитектуре — 1-разрядные целые числа, адреса памяти, или другие типы данных размером 1 бит (1/8 октета). Одноразрядные ЦПУ и АЛУ — архитектуры, основанные на регистрах и шинах данного размера.

## История
Примером 1-битного компьютера, построенного из дискретных логических чипов на интегральных схемах, является калькулятор Wang 500, а также серия текстовых процессоров Wang 1200. Эта архитектура считалась подходящей для программ, принимающих решения, а не для выполнения арифметических вычислений, для релейной логики (например см. ladder diagram), а также для обработки последовательных данных.
Также 1-битная архитектура использовалась в ранних массово-параллельных ЭВМ, например Goodyear MPP и Connection Machine. Используя однобитную архитектуру для отдельных процессоров, можно создать очень большой массив (например, у Connection Machine это 65 536 процессоров) с использованием технологий чипа, доступных в то время — в этом случае медленное вычисление отдельно взятого 1-битного процессора компенсируется большим количеством процессоров.
Другими примерами 1-битных архитектур являются программируемые логические контроллеры (ПЛК), запрограммированные при помощи Instruction List (IL).
1-битные процессоры теперь можно считать устаревшими, по состоянию на 2020 год почти не выпускаются, хотя многие микросхемы по-прежнему доступны на вторичном рынке.